# Barreado
 (novembre 2012).
Si vous disposez d'ouvrages ou d'articles de référence ou si vous connaissez des sites web de qualité traitant du thème abordé ici, merci de compléter l'article en donnant les références utiles à sa vérifiabilité et en les liant à la section « Notes et références ».

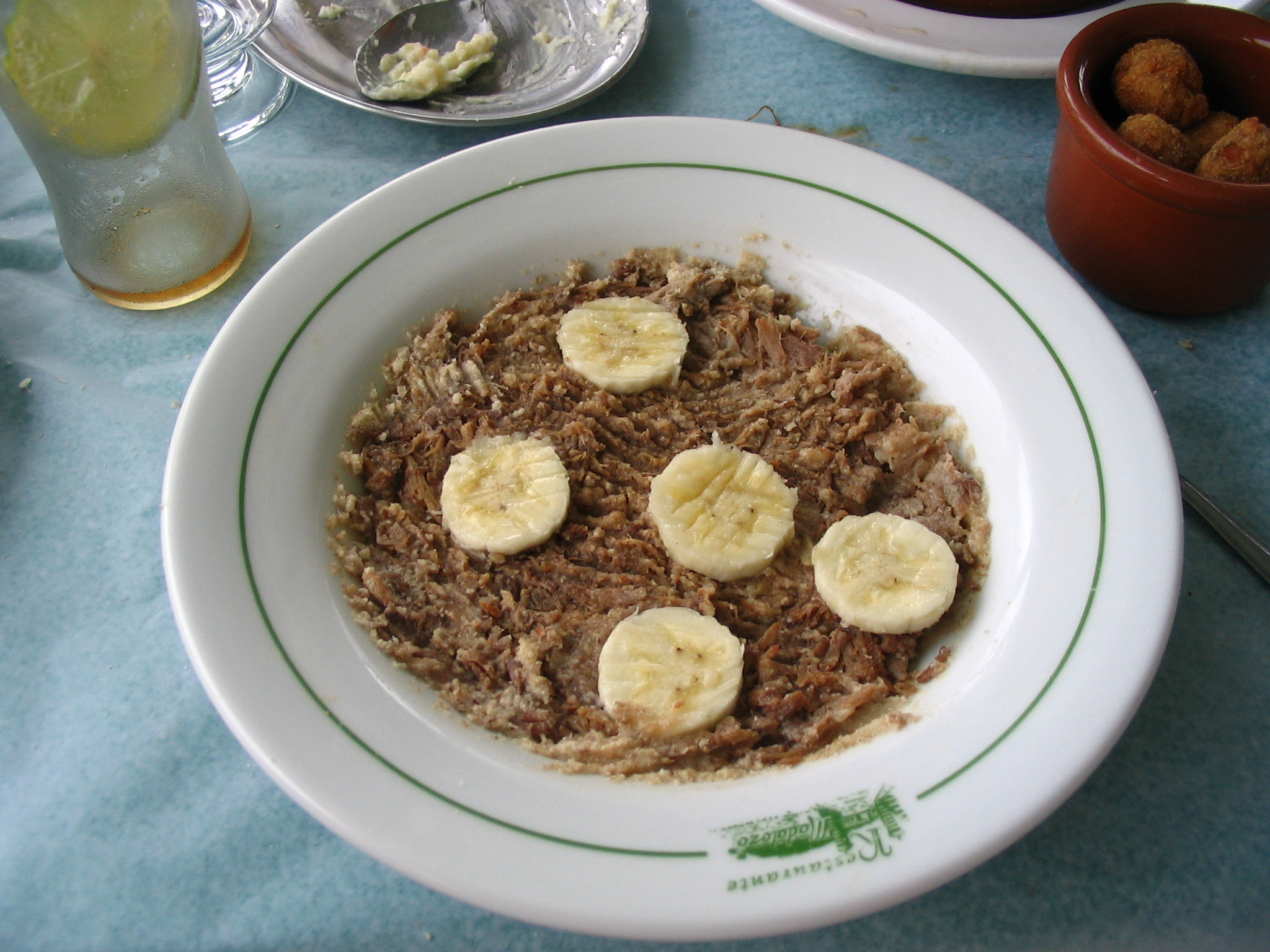
Assiette de barreado.

Le barreado est un plat de viande typique du littoral de l'État du Paraná au Brésil.

## Origine
Son origine est açorienne. 
Guaraqueçaba est la ville brésilienne à partir de laquelle s'est propagé ce plat au Paraná, conjointement avec d'autres manifestations culturelles comme le fandango, la danse de tamanco (sabot) au son de la rabeca (instrument en bois fait main).

## Recette
La recette est simple et lors des périodes de fêtes le plat est réchauffé à chaque repas sans qu'il ne perde sa saveur. 
Le secret de la préparation réside dans la cuisson de la viande qui doit durer plus de 20h pour que la viande soit délitée. On sert cette viande avec du riz et de la farine de manioc. Quand on sert la viande avec sa sauce, il faut y rajouter une grande quantité de farine afin que le tout forme une pâte solide. On agrémente le tout de banane et d'orange. Une cachaça de bananes peut être servi en apéritif et des bolinhos (beignets ronds) fourrés de bananes et de viande en entrée. 
De nos jours, certains restaurants proposent également des fruits de mer (crevettes, moules à la vinaigrette...) et même du poisson.